# 早瀨莉花
早瀨莉花（11月3日—）是日本的女性聲優，北海道出身。WITH LINE所屬。血型B型。

## 人物
Pro-Fit聲優養成所畢業後，加入旗下的事務所LINK PLAN。興趣是繪畫、散步。特技是鋼琴。擁有漢字檢定2級、秘書檢定2級證照。
2017年11月30日離開LINK PLAN，2018年8月1日加入WITH LINE。
與在VENUS PROJECT共演的秦佐和子是養成所時代的同期同學與朋友。

## 演出作品
※粗體字為主要角色。

### 電視動畫
2015年
- 偵探歌劇 少女福爾摩斯 TD（舞蹈）
- 聖劍使的禁咒詠唱（女黑魔）
- VENUS PROJECT -CLIMAX-（濡羽美烏[3]）
- 監獄學園（女子選手們C、女子J、女子K）

2016年
- 魔奇少年 辛巴達的冒險（女兵士B）
- Rewrite（女子A、女子、濱田美智子）
- 星夢筆記（服部惺梛[4]）

2017年
- 烏菈菈迷路帖（客人）
- 南鎌倉高校女子自行車社（杉田祐實）
- Rewrite 2nd season -Moon篇 Terra篇-（濱田美智子、福井子）
- 戀愛暴君（田徑社員、女友們、人偶、商店店員）

2018年
- citrus（女子）
- 爆肝工程師的異世界狂想曲（露露）

2019年
- B-PROJECT～絕頂＊Emotion～（社員B）
- 八月的棒球甜心（薙刀社的學生1、主審、柊琴葉）
- 南無阿彌陀佛!-蓮台 UTENA-（女性客）

2020年
- 戀愛小行星（晴野陽鞠）
- BanG Dream! 3rd Season（觀眾）

2022年
- 終末的後宮（羽生柚希）
- 鍵等（福井子）

### 遊戲
2014年
- Toys Drive（倉坂雛）
- 貓耳求生者（喵耶兒、洛雪兒）

2015年
- 結城友奈是勇者 樹海的記憶（廣播、女學生）
- 家電少女（Tahoe）
- VENUS PROJECT（濡羽美烏）
- DREAM BEAT（濡羽美烏）
- 魔物娘☆後宮（目高）

2016年
- 莉莉亞的好友們（喵耶兒[5]）

2017年
- 青空Under Girls！（黑瀨麗華[6]）
- 八月的棒球甜心（柊琴葉[7]）

2018年
- 心跳偶像（朝霧春子）

2022年
- ALICE Fiction(Minato)

### 廣播
- M×M（ListenRadio→超!A&G+：2014年8月16日－2015年9月26日）

### 廣播劇CD
- 妖怪宅院「附廣播劇CD特裝版」[8]（宮冢真步路）

### 其他
- 信濃大羚羊（棒球挑戰聯盟） BP Fairies Project（長野由香里[9]）

## 音樂CD

### 角色歌
| 發售日  | 商品名稱       | 演唱名義             | 歌曲                    | 備註                     |
| 2018年  | 2018年         | 2018年               | 2018年                  | 2018年                   |
| ------- | -------------- | -------------------- | ----------------------- | ------------------------ |
| 1月17日 | DREAMING-ING!! | 心跳偶像 project     | 「DREAMING-ING!!」 「」 | 遊戲《心跳偶像》相關歌曲 |
| 1月17日 | DREAMING-ING!! | 朝霧春子（早瀨莉花） | 「DREAMING-ING!!」      | 遊戲《心跳偶像》相關歌曲 |
| 3月14日 | 戀時雨         | 心跳偶像 project     | 「二人の時 SideSR」     | 遊戲《心跳偶像》相關歌曲 |
| 7月11日 |                | 心跳偶像 project     | 「」                    |                          |

### 组合成员
1. 1 2  結城秋葉（日岡夏美）、月島美奈都（鈴木實里）、田中弗朗西斯卡（和久井優）、川口夏海（川井田夏海）、青山翼（青山吉能）、真田小幸村（高木友梨香）、片桐奈奈菜（稻川英里）、日比野記子（陽向沙織）、立川美翠（井上穗乃花）、立川朱音（山下七海）、草壁野野香（近藤玲奈）、伊澄泉（藤川茜）、日毬美咲（岩倉梓）、三田希少（金田晶）、朝霧春子（早瀨莉花）

## 外部連結
- 事務所官方簡歷 （页面存档备份，存于）（日語）
- 早瀨莉花的X（前Twitter）（日語）